# 1973 en Palestine
Chronologie de la Palestine
- 1969
- 1970
- 1971
- 1972
- 1973
- 1974
- 1975
- 1976
- 1977

Cette page concerne les évènements survenus en 1973 en Palestine :

## Évènements
- Depuis 1967, Israël occupe la bande de Gaza et la Cisjordanie[1].
- 6-25 octobre : Guerre du Kippour
- 22 octobre : Résolution 338 du Conseil de sécurité des Nations unies (cessez-le-feu dans la guerre du Kippour) - échec)[2].
- 23 octobre : Résolution 339 du Conseil de sécurité des Nations unies  (cessez-le-feu dans la guerre du Kippour)
- 25 octobre : Résolution 339 du Conseil de sécurité des Nations unies

## Création
- Association du barreau palestinien (en)
- Mujama al-Islamiya
- Université de Bethléem